# Konstruktivismus (mezinárodní vztahy)
Konstruktivismus je teorie mezinárodních vztahů, podle níž jsou základem mezinárodního systému vzájemné interakce států. Konstruktivismus je poměrně nový vědecký směr (jeho začátky sahají k přelomu 80. a 90. let 20. století). Už však nahradil marxismus jako třetí nejvýznamnější teorie mezinárodních vztahů vedle realismu a liberalismu. Na rozdíl od realismu, který se soustřeďuje na moc jednotlivých států a neexistenci světové vlády, a od liberalistických teorií vyzdvihujících hodnotové aspekty, konstruktivismus zkoumá, jak sebevnímání jednotlivých států a jejich způsob vnímání mezinárodního systému formují (konstruují) tento systém. Konstruktivismus tvrdí, že objektivním faktorem, který v daném časovém úseku určuje vývoj mezinárodní scény, není moc a její anarchičnost, ale vzájemné ovlivňování států a chápání vlastních identit a zájmů. Tyto zájmy a identity, které jsou výsledkem interakcí států, lze považovat za společenské konstrukty. Jinými slovy, mezinárodní systém není produktem konkrétních objektivních realit, které vymezují možnosti jednotlivých států v rámci systému, ale naopak – mezinárodní systém vytvářejí svými praktikami samy státy. Z toho vyplývá závěr, že jak se v průběhu času mění sebevnímání států, tak se mění a bude měnit i mezinárodní systém.